# Ceratolejeunea
Ceratolejeunea är ett släkte av bladmossor. Ceratolejeunea ingår i familjen Lejeuneaceae.
Kladogram enligt Catalogue of Life:
| Ceratolejeunea | \| \| Ceratolejeunea atlantica \| \| \| \| \| \| Ceratolejeunea grandiloba \| \| \| \| |
|                | \| \| Ceratolejeunea atlantica \| \| \| \| \| \| Ceratolejeunea grandiloba \| \| \| \| |
|                | Ceratolejeunea atlantica                                                               |
|                |                                                                                        |
|                | Ceratolejeunea grandiloba                                                              |
|                |                                                                                        |

## Bildgalleri

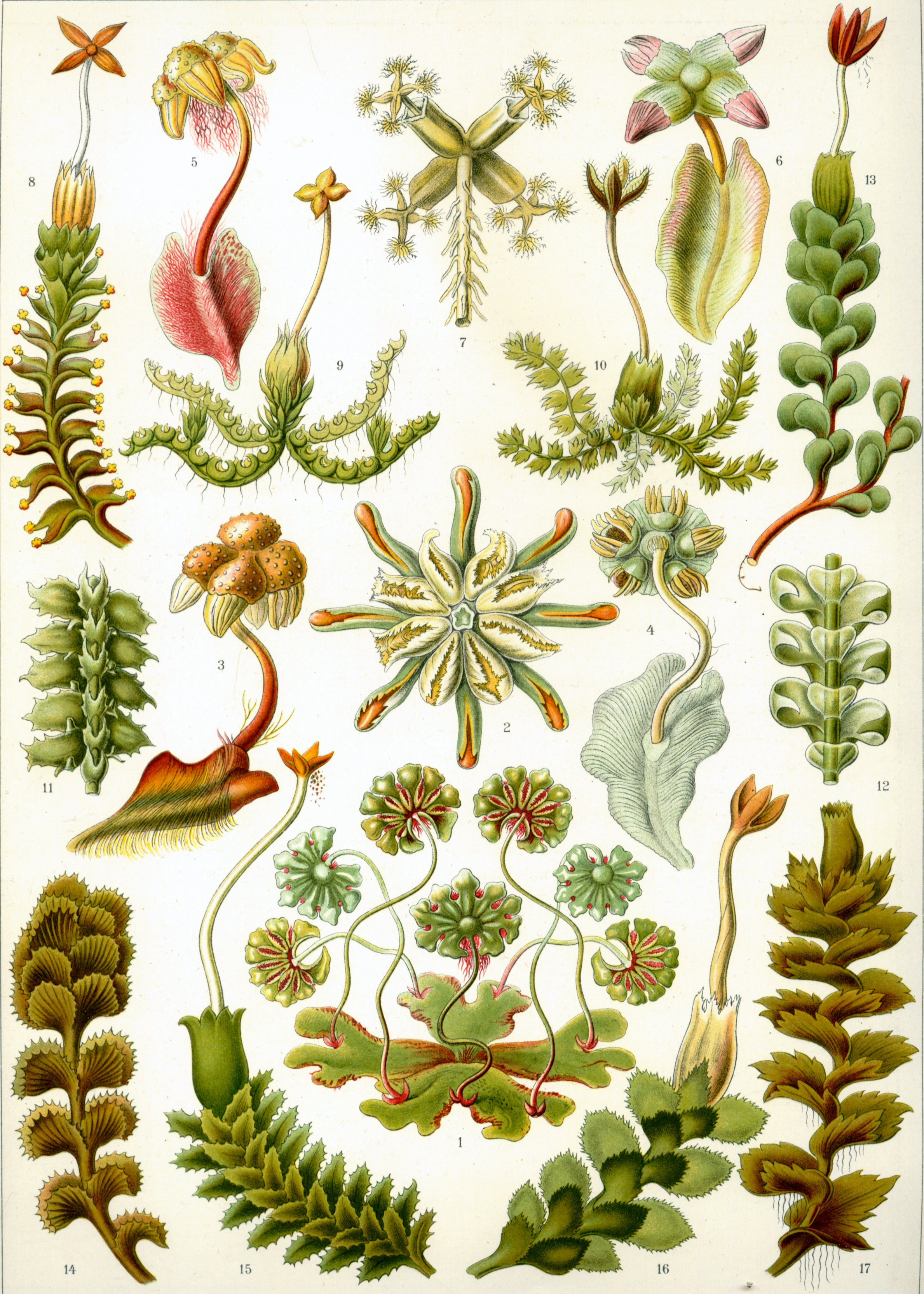